# Tomasz Sikora
Tomasz Wacław Sikora (Wodzisław Śląski, 21 dicembre 1973) è un ex biatleta polacco.

## Biografia
Ai Mondiali juniores del 1993 conquista il secondo posto nella 10 km e ai Mondiali del 1995 si laurea campione del mondo sui 20 km. Ai Mondiali del 2004 conquista invece l'argento sempre nella medesima gara. A livello olimpico, il miglior risultato lo ha ottenuto ai XX Giochi olimpici invernali di Torino 2006, dove nella 15 km a partenza in linea conquistò l'argento.
A seguito della vittoria ottenuta nel 1995, Sikora ha dovuto attendere ben undici anni prima di salire nuovamente sul gradino più alto del podio in una competizione di massimo livello internazionale: infatti la seconda vittoria giunge solo il 19 marzo 2006 (partenza in linea di Coppa del Mondo a Kontiolahti).
Nella stagione 2005-2006 vince la Coppa di specialità dello sprint. Prima di una nuova vittoria passano altri due anni, fino al 5 gennaio 2008 (sprint di Oberhof). Il 9 marzo dello stesso anno vince invece la partenza in linea di Chanty-Mansijsk.
All'inizio della stagione 2008-2009 vince la sua prima gara a inseguimento ad Östersund. A questi risultati positivi vanno aggiunti altri piazzamenti tra i primi dieci che gli consentono di arrivare secondo nella classifica generale di Coppa e nella specialità sprint e terzo nella Coppa di specialità nell'inseguimento. Si è ritirato nel 2012.

## Palmarès

### Olimpiadi
- 1 medaglia:
  - 1 argento (partenza in linea[2] a Torino 2006)

### Mondiali
- 3 medaglie:
  - 1 oro (individuale[2] ad Anterselva 1995)
  - 1 argento (individuale[2] a Oberhof 2004)
  - 1 bronzo (gara a squadre[2] a Osrblie 1997)

### Mondiali juniores
- 1 medaglia:
  - 1 argento (individuale nel 1993)[senza fonte]

### Europei
- 12 medaglie:
  - 6 ori (inseguimento a Zakopane 2000; individuale, inseguimento a Minsk 2004; sprint, inseguimento a Bansko 2007; individuale a Nové Město 2008)
  - 4 argenti (staffetta a Zakopane 2000; staffetta ad Alta Moriana 2001; individuale a Kontiolahti 2002; sprint a Minsk 2004)
  - 2 bronzi (sprint a Kontiolahti 2002; staffetta a Minsk 2004)

### Coppa del Mondo
- Miglior piazzamento in classifica generale: 2º nel 2009
- Vincitore della Coppa del Mondo di sprint nel 2006
- 21 podi (20 individuali, 1 a squadre[3]), oltre a quelli conquistati in sede olimpica e iridata e validi anche ai fini della Coppa del Mondo:
  - 4 vittorie (individuali)
  - 7 secondi posti (individuali)
  - 10 terzi posti (9 individuali, 1 a squadre)

#### Coppa del Mondo - vittorie
| Data            | Località        | Nazione   | Specialità |
| --------------- | --------------- | --------- | ---------- |
| 19 marzo 2006   | Kontiolahti     | Finlandia | MS         |
| 5 gennaio 2008  | Oberhof         | Germania  | SP         |
| 9 marzo 2008    | Chanty-Mansijsk | Russia    | MS         |
| 7 dicembre 2008 | Östersund       | Svezia    | PU         |

Legenda:

SP = sprint

PU = inseguimento

MS = partenza in linea